# Goalball

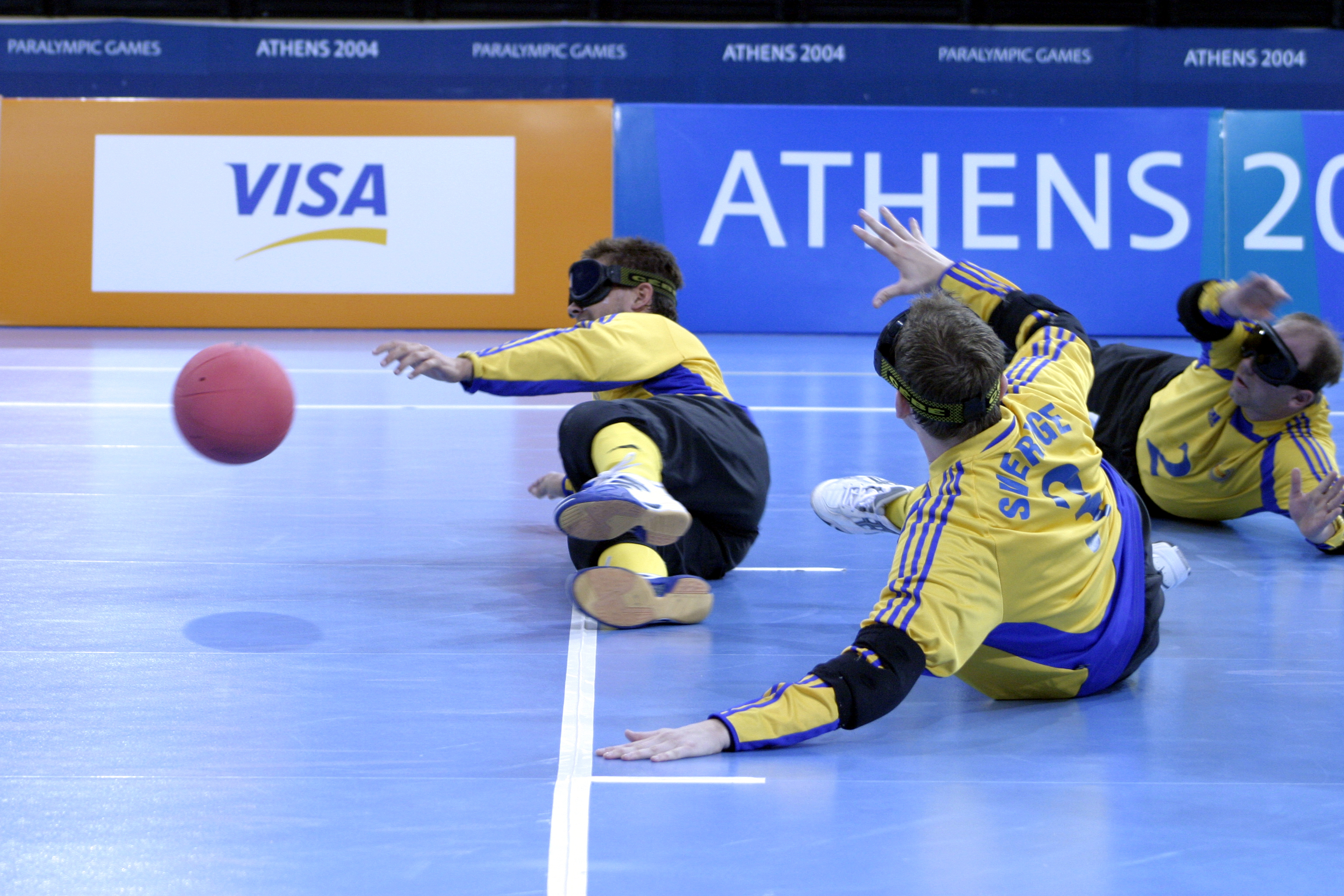
Det svenska laget i goalball vid Paralympiska sommarspelen 2004 i Aten.

Goalball (även målboll, blindboll och plingboll) är en sport som utövas av synskadade idrottare över hela världen. Sporten är sedan 1980 en officiell Paralympicsgren.
Goalball utvecklades i Österrike efter andra världskriget för att rehabilitera krigsveteraner som förlorat synen. Vid Paralympiska sommarspelen 1976 i Toronto, Kanada presenterades sporten första gången i några uppvisningsmatcher och idag spelas goalball i mer än 100 länder. I Sverige har matcher spelats sedan 1980.

## Spelet
I en goalballmatch finns det 2 lag med vardera 3 spelare på planen. Varje lag har ett mål som är 9 m brett och 1,3 m högt, med andra ord täcker målen hela kortsidorna av planen. Man håller sig på sin egen sida och framför sitt eget mål under spelets gång. Bollen påminner om en opumpad basketboll med en pingla i, detta för att samtliga spelare har bindel på sig och måste därför kunna höra precis var bollen är.
Spelet handlar i korta drag om att skjuta och försvara. Bollen kastas längs marken av det ena laget. När laget på andra sidan hör bollen måste de försöka blocka bollen genom att kasta sig raklånga längs golvet. Om bollen passerar samtliga tre spelare i ett lag och går över mållinjen betraktas det som mål. Om laget däremot blockerar bollen skall de snabbt passa bollen till varandra, för att sedan skjuta tillbaka den.
På den 18 meter långa planen är spelets linjer upptejpade för att man enkelt och smidigt ska kunna orientera sig utan syn. Varje spelare har sin uppgift, i varje lag hittar man en center och två backar.
Det går undan i goalball, de hårdaste skotten går i en hastighet uppemot 85 km/h. Så det gäller att vara både alert och stryktålig.
För att lyckas i goalball måste man dels kunna skjuta med både hårdhet och precision, men också ha bra reflexer och en förmåga att läsa spelet. Ett tätt försvar är ofta, som i många andra sporter nyckeln till framgång.
Goalball är en av få sporter där synskadade och icke synskadade kan tävla på lika villkor, eftersom alla, oavsett synstyrka, måste ha på sig ett par specialglasögon som omöjliggör att man ser någonting. Detta gäller dock inte vid mästerskap då spelarna maximalt får ha 10% syn för att få deltaga.